# 桑特奈
桑特奈（法語：Santenay，法語發音：[sɑ̃tnɛ]）是法国科多尔省的一个市镇，属于博讷区。

## 地理
桑特奈（46°54'46"N, 4°41'51"E）面积10.36 平方千米，位于法国勃艮第-弗朗什-孔泰大區科多尔省，该省份为法国中东部省份，北起奥布省，西接涅夫勒省和约讷省，南至索恩-卢瓦尔省，东南接汝拉省，东临上索恩省，东北部与上马恩省接壤。
与桑特奈接壤的市镇（或旧市镇、城区）包括：圣欧班、沙萨涅蒙拉谢、拉罗什波、沙塞勒康、德济兹莱马朗日。

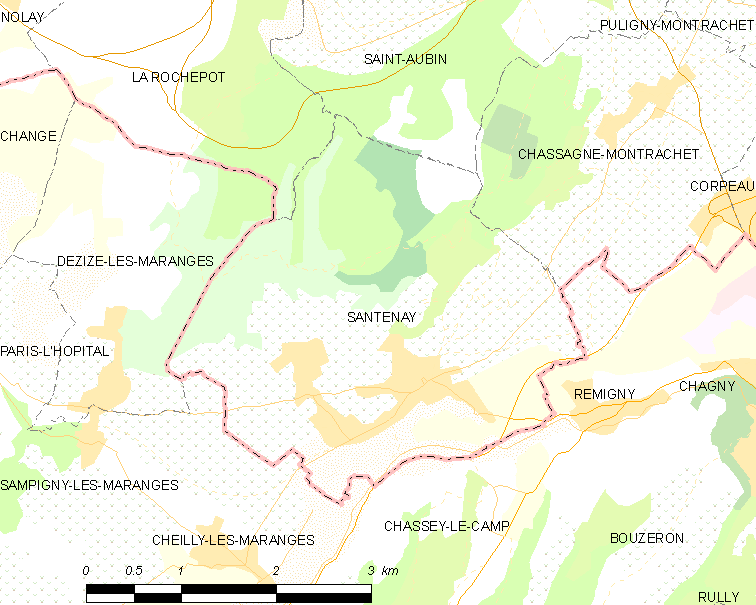
桑特奈的OSM定位图

桑特奈的时区为UTC+01:00、UTC+02:00（夏令时）。

## 行政
桑特奈的邮政编码为21590，INSEE市镇编码为21582。

## 政治
桑特奈所属的省级选区为拉杜瓦-塞里尼县。

## 人口

1962-2008年间桑特奈人口变化图示

桑特奈于2022年1月1日时的人口数量为852人。